# Hautoho (Acubilitoho)
Hautoho ist eine osttimoresische Aldeia im Suco Acubilitoho (Verwaltungsamt Lequidoe, Gemeinde Aileu). 2015 lebten in der Aldeia 144 Menschen.

## Geographie und Einrichtungen
Die Aldeia Hautoho reicht vom Zentrum bis in den Norden des Sucos Acubilitoho. Südwestlich befindet sich die Aldeia Biiloco und östlich die Aldeia Acumata. Im Süden grenzt Hautoho an den Suco Betulau, im Westen an den Suco Namolesso und im Norden an die Sucos Fahisoi und Hautoho (Verwaltungsamt Remexio). Die Grenze zu Hautoho wird vom Fluss Coioiai gebildet, der zum System des Nördlichen Laclós gehört.
Durch den Norden führt eine besser ausgebaute Straße, an der das Dorf Urbadan liegt, dessen Westteil zur Aldeia Hautoho gehört. Hier befindet sich auch eine Grundschule. Die Straße führt nach Westen nach Namolesso und nach Osten nach Lebumetan in Bereleu.
Kleine Straße verlaufen an der Grenze im Südwesten zu Biiloco. Hier liegt der Ort Hautbititalau, wobei der Westen der Siedlung sich in Biiloco befindet.